# Raiffeisenbank Gammesfeld
Die Raiffeisenbank Gammesfeld eG ist eine Genossenschaftsbank mit Sitz im Ortsteil Gammesfeld in der baden-württembergischen Gemeinde Blaufelden im Landkreis Schwäbisch Hall.

## Geschichte
Die Bank wurde am 1. November 1890 als Spar- und Darlehenskasse Gammesfeld in der früher selbstständigen Gemeinde Gammesfeld gegründet und hat sich bis heute ihre Eigenständigkeit bewahrt.

### Bankdirektoren
(Quelle: )
- 1890–1911: Fritz Vogt I., Mitbegründer der Genossenschaft
- 1929–1967: Fritz Vogt II., Sohn von Fritz Vogt I.
- 1967–2007: Fritz Vogt III. (1930–2020)[6][7][8], Enkel von Fritz Vogt I.
- seit 2007: Peter Breiter

## Rechtsverhältnisse
Die Raiffeisenbank Gammesfeld eG (lt. GnR „Raiffeisenbank Gammesfeld eingetragene Genossenschaft“) ist im Genossenschaftsregister beim Amtsgericht Ulm unter GnR 690027 eingetragen.

## Organisationsstruktur
Rechtsgrundlagen sind das Genossenschaftsgesetz und die durch die Generalversammlung beschlossene Satzung. Organe der Bank sind der Vorstand, der Aufsichtsrat und die Generalversammlung.

## Sicherungseinrichtung
Die Raiffeisenbank Gammesfeld eG ist der amtlich anerkannten Sicherungseinrichtung des Bundesverbandes der Deutschen Volksbanken und Raiffeisenbanken GmbH und der zusätzlichen freiwilligen Sicherungseinrichtung des Bundesverbandes der Deutschen Volksbanken und Raiffeisenbanken e.V. angeschlossen.

## Geschäftsausrichtung
Die Raiffeisenbank Gammesfeld eG betreibt das Universalbankgeschäft. Im Verbundgeschäft arbeitet sie mit der DZ Bank, R+V Versicherung, Bausparkasse Schwäbisch Hall, Teambank, VR Leasing,  DZ Hyp und der Union Investment zusammen.

## Geschäftsgebiet
Das Geschäftsgebiet liegt im Norden des Landkreis Schwäbisch Hall. Es beschränkt sich im Wesentlichen auf das Gebiet der bis zur kommunalen Gebietsreform selbstständigen Gemeinde Gammesfeld.
Neben der Geschäftsstelle am Hauptsitz der Bank wird keine weitere Geschäftsstelle betrieben.

## Besonderheiten
Die Raiffeisenbank Gammesfeld ist eine der kleinsten Banken Deutschlands. Sie wird von einer einzigen Person betrieben und besaß im Jahr 2009 noch keinen Computer, was sich spätestens im April 2012 geändert hat, und das Telefon war noch ein Wählscheibentelefon.
Ende der 1980er-Jahre entzog ihr die Bankenaufsicht die Betriebserlaubnis, da mit nur einer Person als Vorstand und Kassierer das Vier-Augen-Prinzip nicht umgesetzt werden konnte. Dem damaligen Vorstand der Bank drohte eine dreijährige Gefängnisstrafe wegen illegalen Bankbetriebs. Das Bundesverwaltungsgericht Berlin entschied im Jahr 1990 jedoch, dass der Betrieb der Bank ohne die üblichen zwei hauptamtlichen Mitarbeiter rechtens sei.
Lange wurden Überweisungen handschriftlich oder via Schreibmaschine auf Papier ausgefüllt und per Post zur Rechenzentrale geschickt, da eine Onlineanbindung an die Atruvia laut Aussage von Peter Breiter jährlich 50.000 Euro gekostet hätte und diese zusätzlichen Ausgaben die Erträge der Kunden unverhältnismäßig geschmälert hätten. Im Jahr 2024 beendete die DZ-Bank die Annahme von Überweisungen auf dem Postweg, seitdem nutzt die Raiffeisenbank Gammesfeld einen externen Dienstleister für EBICS-Transaktionen.
Die Bank gab bis 2014 an ihre Kunden Debitkarten aus, mit denen im Jahr 2014 insgesamt 330.000 Euro abgehoben wurden; im selben Zeitraum wurden 2,1 Millionen Euro am Bankschalter ausbezahlt. Seit 2014 gibt es keine Debitkarten mehr für die Kunden der Raiffeisenbank Gammesfeld. Stattdessen haben die Kunden die Möglichkeit, eine Kreditkarte einer Bank aus einem Nachbarort zu bekommen.
Überregionale Bekanntheit erlangte die Bank im Jahr 2002, als sie im Mittelpunkt des in diesem Jahr entstandenen Dokumentarfilms Schotter wie Heu stand. Hierdurch wurden jedoch auch zwei versuchte Banküberfälle ausgelöst: Im Mai 2006 schlug Fritz Vogt einen Bankräuber in die Flucht, ohne ihm den Tresor zu öffnen. Am 23. Januar 2009 gelang dies auch seinem Nachfolger Peter Breiter, der seit 2008 bei der Bank arbeitet, als ihm nach dem freitäglichen Geschäftsschluss um 21 Uhr zwei Männer auflauerten.